# La Marsa
La Marsa is een Tunesische kustplaats aan de Middellandse Zee ten noordoosten van de hoofdstad Tunis. La Marsa is een voorstad van Tunis en is via de sneltram TGM met Tunis verbonden. De naam van de stad is afgeleid van het Fenicische woord 'marsa' voor haven.
Bezienswaardigheden van La Marsa zijn het Essadapaleis, het Abdelliapaleis en de El-Ahmadimoskee.

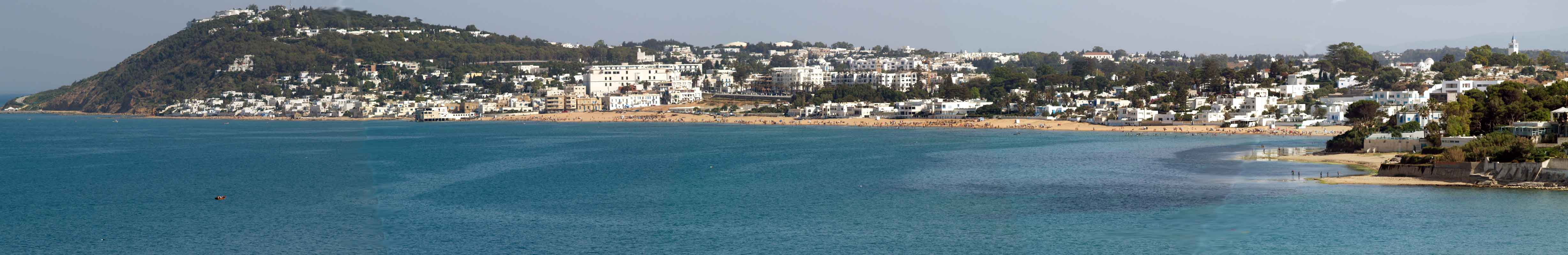
De baai van La Marsa

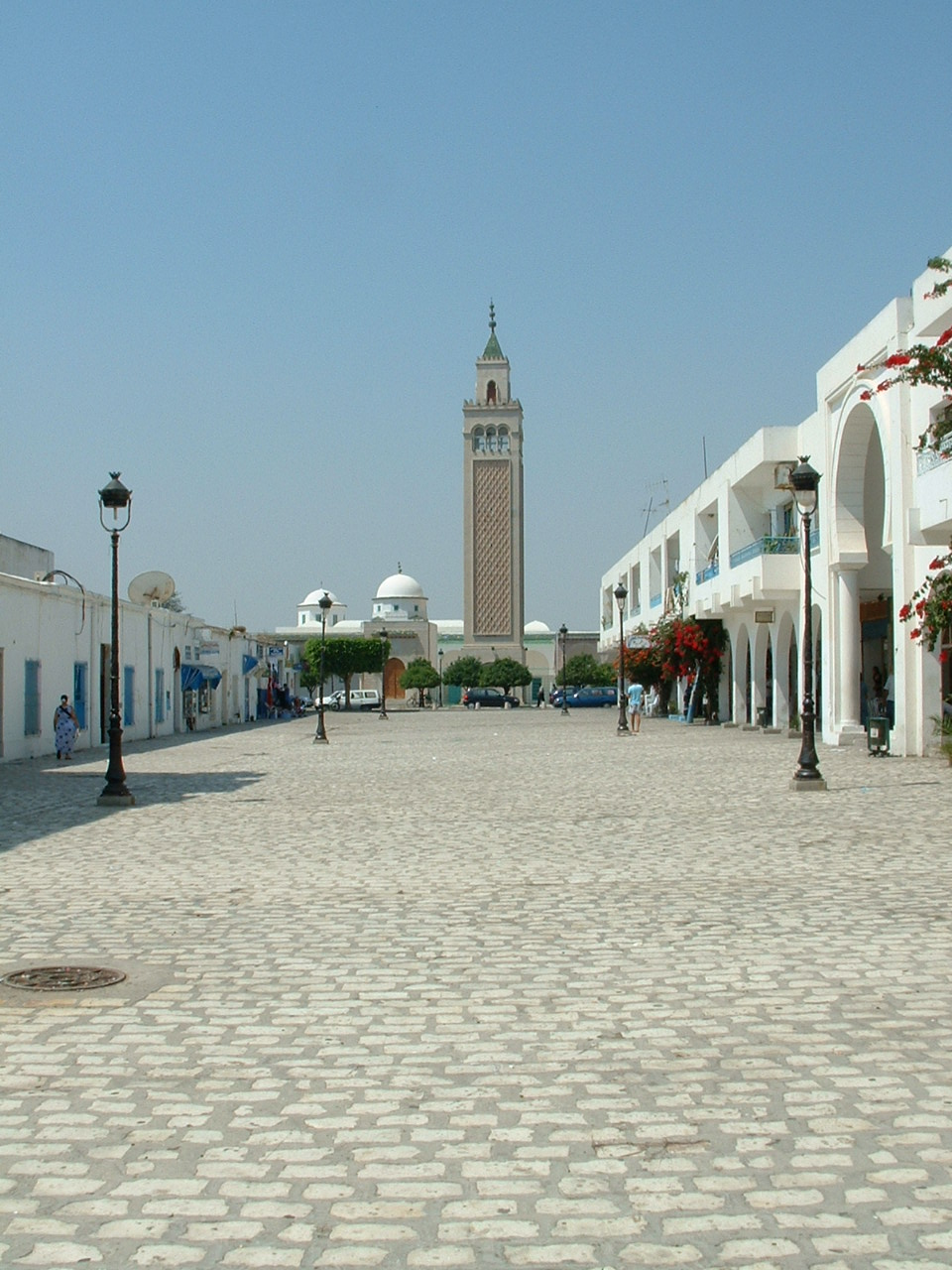
Zicht op de El-Ahmadimoskee

## Sport
De belangrijkste sportclub van La Marsa is Avenir sportif de la Marsa. Zij maakt gebruik van het Abdelaziz-Chtiouistadion. 

## Geboren
- Oussama Mellouli (1984), zwemmer